# يوسف عبد الخالق
يوسف حسن عبد الخالق (27 أبريل 1882 - 8 يناير 1949) خطاط لبناني ومن شيوخ طائفة الموحدة الدرزية في لبنان في النصف الأول من القرن العشرين. ولد في مجدل بعنا وتعلم في المدارس المحلية ثم عصاميا وأصبح من أشهر الخطّاطين. كان ممثل الطائفة والناطق باسم الوفود الدينية في المناسبات المختلفة وعلى صلة وثيقة بأقطاب السياسة في عصره يستنيرون برأيه ويستمعون نصائحه. قبره في مسقط رأسه يزار للتبرك.

## سيرته
ولد أبو صالح يوسف بن حسن بن فندي بن حسام الدين عبد الخالق في مجدل بعنا في 27 نيسان 1882 ودرس العربية في المدارس المحلية بقدر ما كان يسمح به ذلك الزمان، لكن عصاميته دفعته إلى متابعة التحصيل على نفسه. أتقن الخط العربي فاحتل فيه مكانة رفيعة وقد خلف من خطه أكثر من مئة كتاب ديني تعدّ من الروائع. لم يكن يعرف من اللغات الأجنبية غير قليل من التركية. كان شاعراً معروفا لدى الأجاويد (شيوخ دروز)، وقد أرّخ وفاة كثير من المشايخ. أصبح من كبار الطائفة الدرزية وكان مندوبهم في الوفود الدينية في شتى المناسبات.

## وفاته
توفي في 8 كانون الثاني 1949 فكان له مأتم حافل في بلدته مجدل بعنا حضره رجال الدين والمعزون من سوريا ولبنان وفلسطين، وأقيمت فوق قبره حجرة تزار للتبرك. وقد كُتبت على أحد شاهدي الضريح الأبيات التالية: